# Oprema za ispis
Oprema za ispis (eng. printing equipment), oprema koja ulazne podatke u elektroničkom obliku pretvara u ispis na papiru. Oprema za ispis može imati dodatne funkcije i može se stavljati na tržište kao višefunkcionalni uređaj ili višefunkcionalni proizvod. Oprema za ispis velikog formata (eng. large format ~) je takva vrsta opreme za ispis koja je dizajnirana za tisak na formatu papira A2 i više te za beskonačan format širine od najmanje 406 mm.